# جمال سلامة
جمال سلامة (5 أكتوبر 1945 – 7 مايو 2021) موسيقار وملحن مصري، درس الموسيقى على مستوىً متقدم في الاتحاد السوفيتي، وحصل على أعلى مؤهل للتخصص في كونسيرفتوار تشايكوفسكي في موسكو عام 1976.
في عام 1980 لحن لصباح أغاني فيلم «ليلة بكى فيها القمر»، وكان من بين أغانيه أغنية «ساعات..ساعات» التي تعد من أشهر أغانيها. كما لحّن لسميرة سعيد في 1981 أغنية «احكي ياشهرزاد» وايضآ مجموعة من الأغاني مثل «مش حتنازل عنك» في عام 1986، «قال جاني بعد يومين»، «واحشني بصحيح» في 1983، «سيني لوحدي»، موشح «يا مالكي» في عام 1988، «تعبك راحـة»، «آه لو منتش حبيبي» في عام 1989. ولحّن الدكتور جمال سلامة كذلك عدّة أغان ناجحة للمطربة اللبنانيّة ماجدة الرومي من بينها «بيروت ست الدنيا» وقصيدة «مع جريدة» لللشاعر السوري نزار قبّاني. كما كانت له تجربة في الأغاني الوطنيّة حيث لحّن للمطربة التونسيّة صوفيّة صادق أغنية «شباب العهد» التّي تتغنّى بشعب تونس. كما ولحن الكثير من الافلام والمسلسلات المصرية في حقبة الثمانينات التي لا زالت في ذاكرة الناس مثل مسلسلات: «الأنصار»، «الحب واشياء أخرى» وأفلام: «أريد حلا»، «أفواه وأرانب»، «حبيبي دائما»، «أنا لا أكذب ولكني أتجمل»، «النمر الأسود» وغيرها من الأعمال.
لحن جمال سلامة مجموعة من الأغاني الدينية التي غنتها ياسمين الخيام في مقدمات مسلسلات: «محمد رسول الله»، و«محمد رسول الله إلي العالم» و«ساعة ولد الهدى»، ونهايتها، وهي تحمل قدراً كبيراً من التعبير يختلف عن الغناء الديني التقليدي الذي يستعمل الدفوف بشكل أساسي.

## وفاته
توفي يوم الجمعة 7 مايو 2021 ميلاديًّا، الموافق 25 رمضان 1442 هجريًّا، في مستشفى الهرم في الجيزة، عن عمر 75 عامًا بسبب مرض فيروس كورونا.